# LKS Czarni Lwówek Śląski
Czarni Lwówek (LKS Czarni Lwówek Śląski) – polski klub piłkarski założony 10 maja 1946 roku w Lwówku Śląskim występujący w sezonie 2024/2025 w klasie A, gr. Jelenia Góra II. Od 13 października 2005 roku klub uzyskał status organizacji pożytku publicznego. Barwy klubu piłkarskiego LKS Czarni Lwówek Śląski to zielony i żółty. W 1955 roku Sparta Lwówek Śląski rozegrała mecz towarzyski z Gwardią Kraków ulegając 8:0.

## Historia
| Historyczne nazwy lwóweckiego klubu piłkarskiego | Historyczne nazwy lwóweckiego klubu piłkarskiego | Historyczne nazwy lwóweckiego klubu piłkarskiego | Historyczne nazwy lwóweckiego klubu piłkarskiego |
| Lp.                                              | Okres obowiązywania                              | Okres obowiązywania                              | Nazwa                                            |
| Republika Weimarska, III Rzesza Niemiecka        | Republika Weimarska, III Rzesza Niemiecka        | Republika Weimarska, III Rzesza Niemiecka        | Republika Weimarska, III Rzesza Niemiecka        |
| ------------------------------------------------ | ------------------------------------------------ | ------------------------------------------------ | ------------------------------------------------ |
| 1.                                               | 1921                                             | 1939                                             | SVgg 1921 Löwenberg                              |
| Polska Rzeczpospolita Ludowa                     |                                                  |                                                  |                                                  |
| 2.                                               | 1946                                             | 1947                                             | Robotniczy Klub Sportowy Czarni                  |
| 3.                                               | 1948                                             | 1949                                             | Zakładowy Klub Sportowy Browar                   |
| 4.                                               | 1950                                             | 1950                                             | Klub Sportowy Gwardia                            |
| 5.                                               | 1951                                             | 1954                                             | Klub Sportowy Spójnia                            |
| 6.                                               | 1955                                             | 1956                                             | Klub Sportowy Sparta                             |
| 7.                                               | 1957                                             | 1964                                             | Robotniczy Klub Sportowy Czarni                  |
| 8.                                               | 1965                                             | 1967                                             | Lwówecki Klub Sportowy Skalnik                   |
| 9.                                               | 1968                                             | 1969                                             | Międzyzakładowy Klub Sportowy Czarni             |
| 10.                                              | 1970                                             | 1985                                             | Międzyzakładowy Ludowy Klub Sportowy Czarni      |
| 11.                                              | 1986                                             | 1993                                             | Międzyzakładowy Klub Sportowy Czarni             |
| Rzeczpospolita Polska                            |                                                  |                                                  |                                                  |
| 12.                                              | od 1994                                          | od 1994                                          | Lwówecki Klub Sportowy Czarni                    |

### Przed II wojną światową
Przed II Wojną Światową, w Lwówku Śląskim istniał klub o nazwie Die Spielvereinigung 1921 Löwenberg. W sezonie 1927/28 drużyna ta grała w Bezirk Bergland – 1. Klasse – Gau Hirschberg (Jelenia Góra) Westkreis (okręg zachodni) z takimi drużynami: FC Meffersdorf (Pobiedna) i SC 1921 Schreiberhau (Szklarska Poręba). Nie są znane wyniki meczów. Nie wiadomo także czy drużyna SVgg 1921 Löwenberg istniała przed 1921 rokiem.

W sezonie 1929/30 SVgg 1921 Löwenberg ponownie brał udział w rozgrywkach Bezik Bergland – 1. Klasse – Gau Hirschberg. W tym sezonie w grupie grało już 7 drużyn, a drużyna SVgg 1921 Löwenberg zajęła 1 miejsce pokonując m.in.: FC Meffersdorf (Pobiedna, 2 miejsce), SV FC Preußen 1912 Bad Warmbrunn (Cieplice Śląskie-Zdrój, 3 miejsce), STC Hirschberg 1919 II (Jelenia Góra, 4 miejsce), SV Hubertus Hirschberg (Jelenia Góra, 5 miejsce), FC Wacker Friedeberg (Mirsk, 6 miejsce), oraz S.C. Altkemnitz (Stara Kamienica, 7 miejsce).

## Sukcesy
Udział seniorów LKS Czarni Lwówek Śląski w rozgrywkach ligi międzyokręgowej (odpowiednik obecnej trzeciej ligi) w latach:
- 1977/1978 – 1 sezon
- 1979/1980 – 1 sezon
- 1981/1983 – 2 sezony
- 1991/1993 – 2 sezony.

Udział juniorów LKS Czarni Lwówek Śląski w rozgrywkach Klasy „W” – Ligi Dolnośląskiej Juniorów w latach:
- 1971/1972 – 1 sezon
- 1999/2000 – 1 sezon

## Występy Ligowe[5]
| Sezon   | Liga                | Miejsce    | Mecze | Z  | R | P  | Bilans bramkowy | Punkty | Uwagi |
| 1946    | MO                  |            |       |    |   |    |                 |        | Klub startuje pod nazwą: Robotniczy Klub Sportowy Czarni spadek |
| 1947    | Klasa B             |            |       |    |   |    |                 |        | – |
| 1955    | Klasa B             |            |       |    |   |    |                 |        | Klub startuje pod nazwą: Klub Sportowy Sparta |
| 1957    | Klasa B             |            |       |    |   |    |                 |        | Klub startuje pod nazwą: Robotniczy Klub Sportowy Czarni |
| 1958    | Klasa B             |            |       |    |   |    |                 |        | spadek |
| 1959    | Klasa C             |            |       |    |   |    |                 |        | awans |
| 1960    | Klasa B             |            |       |    |   |    |                 |        | – |
| 1970/71 | Klasa B             |            |       |    |   |    |                 |        | Klub startuje pod nazwą: Międzyzakładowy Ludowy Klub Sportowy Czarni |
| 1977/78 | Klasa W             |            |       |    |   |    |                 |        | spadek |
| 1978/79 | Liga Okręgowa „O”   |            |       |    |   |    |                 |        | awans |
| 1979/80 | Klasa W             |            |       |    |   |    |                 |        | spadek |
| 1980/81 | Liga Okręgowa „O”   |            |       |    |   |    |                 |        | awans |
| 1981/82 | Klasa W             |            |       |    |   |    |                 |        | – |
| 1982/83 | Klasa W             |            |       |    |   |    |                 |        | spadek |
| 1983/84 | Klasa Okręgowa      |            |       |    |   |    |                 |        | spadek |
| 1984/85 | Klasa A             |            |       |    |   |    |                 |        | – |
| 1985/86 | Klasa A             | 2/16       |       |    |   |    |                 |        | Klub startuje pod nową nazwą: Międzyzakładowy Klub Sportowy CzarniW wyniku powiększenia grupy klasy okręgowej legnicko-jeleniogórskiej do 16 drużyn, drużyna Czarnych pomimo zajęcia 2. miejsca w klasie „A” została włączona do klasy okręgowej awans |
| 1986/87 | Klasa Okręgowa      |            |       |    |   |    |                 |        | spadek |
| 1987/88 | Klasa A             | 2/14       | 26    |    |   |    | 53:26           | 39     | Klub startuje pod nazwą: Międzyzakładowy Klub Sportowy Czarniawans |
| 1989/90 | Klasa Okręgowa      | 5/13       | 24    |    |   |    | 58:38           | 27     | awans |
| 1991/92 | Klasa W             | 8/16       | 30    |    |   |    | 62:70           | 28     | – |
| 1992/93 | Klasa W             | 8/16       | 30    |    |   |    | 62:70           | 28     | spadek |
| 1993/94 | Klasa Okręgowa      | 8/16       | 30    |    |   |    | 62:70           | 28     | Klub startuje pod nową nazwą: Lwówecki Klub Sportowy Czarni |
| 1994/95 | Klasa Okręgowa      | 3/16       | 30    |    |   |    | 65:44           | 34     | – |
| 1995/96 | Klasa Okręgowa      | 7/16       | 30    |    |   |    | 52:50           | 40     | Po sezonie nastąpiła reforma rozgrywek spadek |
| 1996/97 | Klasa Okręgowa      | 7/16       | 30    |    |   |    | 55:56           | 42     | – |
| 1997/98 | Klasa Okręgowa      | 14/16      | 30    |    |   |    | 38:87           | 20     | spadek |
| 1998/99 | Klasa A – Grupa I   | 2/14       | 26    |    |   |    | 76:30           | 57     | awans |
| 1999/00 | Klasa Okręgowa      | 2/15       | 28    |    |   |    | 63:35           | 52     | – |
| 2000/01 | Klasa Okręgowa      | 8/16       | 30    |    |   |    | 52:44           | 43     | – |
| 2001/02 | Klasa Okręgowa      | 15/17      | 32    |    |   |    | 51:65           | 41     | spadek |
| 2002/03 | –                   | –          | –     | –  | – | –  | –               | –      | Wycofanie drużyny seniorów z rozgrywek klasy okręgowej.spadek |
| 2003/04 | Klasa A – Grupa II  | 5/13(14)*  | 24    | 11 | 7 | 6  | 42:32           | 40     | *Włókniarz II Mirsk wycofał się z rozgrywek. |
| 2004/05 | Klasa A – Grupa III | 1/14       | 26    | 20 | 4 | 2  | 76:21           | 64     | awans |
| 2005/06 | Klasa Okręgowa      | 5/16       | 30    | 15 | 5 | 10 | 64:39           | 50     | – |
| 2006/07 | Klasa Okręgowa      | 2/16       | 30    | 18 | 6 | 6  | 69:40           | 60     | – |
| 2007/08 | Klasa Okręgowa      | 4/16       | 30    | 17 | 5 | 8  | 67:34           | 56     | Po sezonie nastąpiła reforma rozgrywek.spadek |
| 2008/09 | Klasa Okręgowa      | 4/16       | 30    | 15 | 7 | 8  | 60:35           | 52     | – |
| 2009/10 | Klasa Okręgowa      | 7/17       | 32    | 15 | 6 | 11 | 61:54           | 51     | – |
| 2010/11 | Klasa Okręgowa      | 6/16       | 30    | 13 | 5 | 12 | 54:43           | 44     | – |
| 2011/12 | Klasa Okręgowa      | 7/16       | 30    | 13 | 9 | 8  | 66:37           | 48     | – |
| 2012/13 | Klasa Okręgowa      | 10/16      | 30    | 11 | 5 | 14 | 56:62           | 38     | – |
| 2013/14 | Klasa Okręgowa      | 7/16       | 30    | 15 | 4 | 11 | 54:54           | 49     | – |
| 2014/15 | Klasa Okręgowa      | 3/16       | 30    | 17 | 5 | 8  | 62:38           | 56     | – |
| 2015/16 | Klasa Okręgowa      | 10/16      | 30    | 10 | 7 | 13 | 60:74           | 37     | – |
| 2016/17 | Klasa Okręgowa      | 12/13(15)* | 28    | 7  | 3 | 18 | 36:67           | 24     | *Orliki Węgliniec i Piast Dziwiszów wycofały się z rozgrywek po rundzie jesiennej spadek |
| 2017/18 | Klasa A – Grupa II  | 8/13       | 13    | 5  | 1 | 7  | 33:35           | 16     | – |
| 2018/19 | Klasa A – Grupa II  | 2/13(14)*  | 26    | 21 | 2 | 3  | 100:29          | 65     | *LZS Stara Kamienica wycofał się z rozgrywek po rundzie jesiennej. |
| 2019/20 | Klasa A – Grupa III | 1/14       | 13    | 10 | 0 | 3  | 57:26           | 30     | Rozgrywki przedwcześnie zakończone w związku z pandemią koronawirusa. · awans |
| 2020/21 | Klasa Okręgowa      | 8/16       | 27    | 12 | 3 | 12 | 57:58           | 39     | Rozgrywki przedwcześnie zakończone w związku z pandemią koronawirusa. |
| 2021/22 | Klasa Okręgowa      | 12/15(16)* | 28    | 7  | 7 | 14 | 44:61           | 28     | *Twardy Świętoszów wycofał się po rundzie jesiennej. |
| 2022/23 | Klasa Okręgowa      | 15/16      | 30    | 4  | 3 | 23 | 38:99           | 15     | spadek |
| 2023/24 | Klasa A – grupa III | 12/16      | 30    | 10 | 4 | 16 | 57:64           | 34     | |
| Sezon   | Liga                | Miejsce    | Mecze | Z  | R | P  | Bilans          | Punkty | Uwagi |

| Legenda                             |
| Oznaczenie kolorami                 |
| ----------------------------------- |
| Ekstraklasa                         |
| I poziom ligowy                     |
| II poziom ligowy                    |
| III poziom ligowy                   |
| IV poziom ligowy                    |
| V poziom ligowy                     |
| VI poziom ligowy                    |
| VII poziom ligowy                   |
| VIII poziom ligowy                  |
| klub nie bierze udziału rozgrywkach |

- Zobacz też: System ligowy piłki nożnej w Polsce

## Znani zawodnicy
Znani zawodnicy LKS Czarni Lwówek Śląski wg portalu internetowego www.90minut.pl
| Znani zawodnicy klubu piłkarskiego LKS Czarni Lwówek Śląski |
| ----------------------------------------------------------- |
| Artur Anioł                                                 |
| Marcin Walewski                                             |
| Jan Wrona                                                   |

## Skład na sezon 2016/2017
| Nr   | Poz. | Piłkarz             |
| ---- | ---- | ------------------- |
| b.d. | BR   | Dawid Wawer         |
| b.d. | BR   | Dawid Podskarbi     |
| b.d. | OB   | Arkadiusz Bowszys   |
| b.d. | OB   | Marek Dziuba        |
| b.d. | OB   | Filip Godlewski     |
| b.d. | PO   | Ireneusz Grabkowski |
| b.d. | PO   | Paweł Grabkowski    |
| b.d. | PO   | Grzegorz Marynowicz |
| b.d. | NA   | Mateusz Suchecki    |
| b.d. | NA   | Patryk Szatkowski   |
| b.d. | OB   | Jarosław Chudzik    |
| b.d. | PO   | Dawid Duś           |
| b.d. | PO   | Patryk Winiarski    |
| b.d. | NA   | Patryk Bartek       |

| Nr   | Poz. | Piłkarz              |
| ---- | ---- | -------------------- |
| b.d. | NA   | Arkadiusz Szatkowski |
| b.d. | NA   | Grzegorz Skwara      |
| b.d. | NA   | Jakub Jarosz         |
| b.d. | PO   | Zdzisław Mańkiewicz  |
| b.d. | OB   | Aleks Leszczyński    |
| b.d. | PO   | Rafał Raginia        |
| b.d. | PO   | Kamil Jezioro        |
| b.d. | NA   | Paweł Przybyła       |
| b.d. | PO   | Artur Nakielski      |
| b.d. | NA   | Łukasz Skolimowski   |
| b.d. | PO   | Mateusz Raginia      |
| b.d. | PO   | Kamil Mielnik        |
| b.d. | PO   | Grzegorz Jakuszko    |
| b.d. | NA   | Kamil Skolimowski    |

## Sztab szkoleniowy
| Funkcja           | Imię i Nazwisko     |                       |
| ----------------- | ------------------- | --------------------- |
| Trener            | Zdzisław Mańkiewicz | Stan na 2019          |
| Fizjoterapeuta    | Remigiusz Juźba     | Stan na 13 lipca 2017 |
| Kierownik Drużyny | Andrzej Walewski    | Stan na 13 lipca 2017 |

## Miasta Partnerskie
W ramach podpisanych porozumień pomiędzy Urzędem Gminy i Miasta Lwówek Śląski i miastami partnerskimi organizowane są cykliczne turnieje piłki nożnej. Gospodarzem każdego następnego turnieju za każdym razem jest inne miasto partnerskie, bądź Lwówek Śląski.
Ostatnim gospodarzem Międzynarodowego Turnieju Piłkarskiego Miast Partnerskich był Lwówek Śląski w dniu 25 lipca 2015 r.
| Miasto             | Kraj    | Data rozpoczęcia współpracy |
| ------------------ | ------- | --------------------------- |
| Heidenau           | Niemcy  | 4 kwietnia 1995             |
| Velký Šenov        | Czechy  | 16 listopada 2000           |
| Lwówek             | Polska  | 31 sierpnia 2003            |
| Noidans-lès-Vesoul | Francja | 21 czerwca 2006             |
| Chrastava          | Czechy  | 18 czerwca 2007             |
| Wilthen            | Niemcy  | 22 września 2009            |

## Sponsorzy klubu
| Sponsor                                                                      |
| ---------------------------------------------------------------------------- |
| Urząd Gminy i Miasta Lwówek Śląski (sponsor główny)                          |
| Kopalnia Gipsu i Anhydrytu Nowy Ląd w Niwnicach                              |
| Restauracja i Wypożyczalnia sprzętu wodnego Czerwony Rak w Rakowicach Małych |